# Сражение при Мирафлоресе
Сражение при Мирафлоресе (исп. Batalla de Miraflores) — второе сражение возле Лимы, произошедшее в районе одноимённого района 15 января 1881 года между силами чилийской армии и остатками перуанской армии, усиленной ополчением, во время Второй тихоокеанской войны. Закончилось поражением перуанских войск и взятием чилийцами столицы Перу Лимы.
После победы при Чоррильосе и чилийское, и перуанское командование заключили перемирие. Пока шли переговоры, обе стороны воспользовались возможностью, чтобы подготовиться к новому сражению.

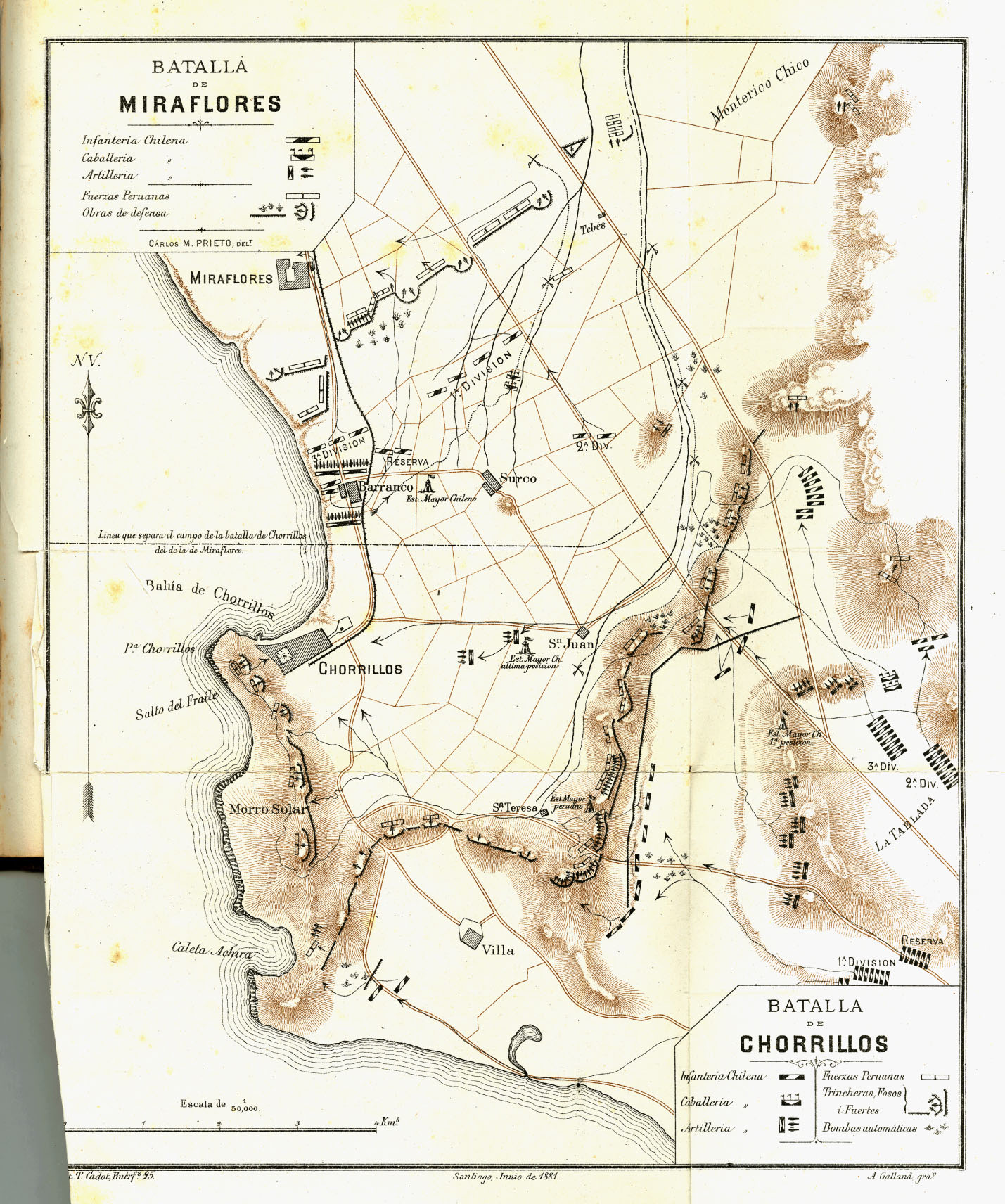
Карта-схема сражения.

Чилийские силы насчитывали от 10 000 до 12 787 военнослужащих, 80 орудий и 8 пулеметов при поддержке морской артиллерии четырёх кораблей для бомбардировки побережья. Для обороны Мирафлореса перуанцы имели редуты, рвы глубиной 2,5 м и шириной 7 м, за которыми располагались артиллерийские орудия и защитники. Перуанские войска располагали между редутами 1 и 3 силами численностью 3800 человек, 15 пушками и 8 пулеметами; между редутами 4 и 5 было 2050 человек войск и 4 орудия. Из примерно 5800 солдат, сражавшихся в Мирафлоресе, 3000 были из действующей армии, а остальные из резерва.
15 января, около 14:30, на расстоянии 400 метров между перуанцами и чилийцами началась ожесточенная перестрелка. Перуанцы интерпретировали эти как начало атаки, которая должна была спровоцировать сражение, а затем и бомбардировку чилийскими кораблями городка Мирафлореса. И чилийцы, и перуанцы обвинили друг друга в том, что они нарушили перемирие и начали наступление.
Несмотря на то что битва застала обе стороны врасплох, командующий правым флангом перуанской обороны полковник Касерес с 3800 солдатами под его командованием сумел провести две атаки на чилийскую дивизию полковника Лагоса, заставив её в беспорядке отступить. В 15:00 Лагос получил подкрепление и перешёл в контратаку. Его войскам удалось форсировать реку, и при поддержке артиллерии, находившейся в тылу, они начали громить защитников редута № 1, а затем взяли его. Касерес отошел к редуту № 2.
В то время как Касерес ожидал подкрепления на правом перуанском крыле, президент Пьерола в 17:15 распустил армию и бежал с поля боя со своей личной охраной. В это время к чилийцам подошла дивизия Линча, и в совместной атаке они прорвала правый фланг Касереса, обойдя его позицию с фланга в направлении Мирафлореса, взяв редуты № 2 и № 3. Редуты 4 и 5 продержались дольше, но затем перуанские войска их оставили.
В 18:30 чилийцы подошли к Мирафлоресу и начали за него бой. Городок подвергся артобстрелу, чтобы облегчить его взятие. Место было заминировано, что привело к большим потерям среди чилийских солдат. Мирафлорес, как и Чоррильос накануне, также был подожжен и разграблен; пленных не брали. При обороне Мирафлореса вместе с перуанцами погибло много итальянцев, жителей итальянской колонии, помогавших перуанским войскам в установке и подрыве мин (фугасов).
Перуанские корабли в Кальяо были потоплены самими перуанцами по приказу губернатора, в том числе корвет «Унион» и монитор «Атауальпа», пришедшие защищать порт.
После окончания сражения при Мирафлоресе Бакедано сообщил Тесаносу Пинто, дуайену дипломатического корпуса в Лиме, что из-за нарушения перемирия перуанскими солдатами он решил бомбардировать перуанскую столицу до тех пор, пока она не сдастся безоговорочно. Через два дня чилийская армия вошла в Лиму.

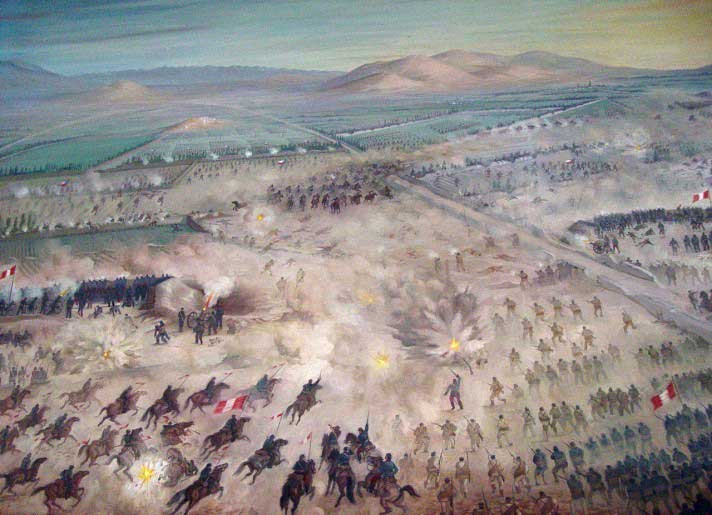
Сражение при Мирафлоресе